# Melanoleuca microcephala
Melanoleuca microcephala är en svampart som tillhör divisionen basidiesvampar, och som först beskrevs av Petter Adolf Karsten, och fick sitt nu gällande namn av Georges Métrod. Melanoleuca microcephala ingår i släktet Melanoleuca, och familjen Chromocyphellaceae. Arten är reproducerande i Sverige.